# 1893 na ciência

## Eventos
Alfred Werner descobre a estrutura octaédrica dos compostos de cobalto, assim estabelecendo o campo da química de coordenação.

## Nascimentos
| Data        | Nome                | Profissão | Nacionalidade  | Observações | Ref                                                                  |
| ----------- | ------------------- | --------- | -------------- | --- | -------------------------------------------------------------------- |
| 29 de abril | Harold Clayton Urey | químico   | Estados Unidos | m. 1981 Nobel de Química 1934 Prémio Willard Gibbs 1934 Medalha Davy 1940 Medalha Franklin 1943 Guthrie Lecture 1957 Medalha J. Lawrence Smith 1962 Prêmio Remsen 1963 Medalha Nacional de Ciências 1964 Medalha de Ouro da Royal Astronomical Society 1966 Medalha Leonard 1969 Prêmio Linus Pauling 1970 Medalha Priestley 1973 Prémio V. M. Goldschmidt 1975 | [ 2 ] [ 3 ] [ 4 ] [ 5 ] [ 6 ] [ 7 ] [ 8 ] [ 9 ] [ 10 ] [ 11 ] [ 12 ] |

## Mortes
| Data | Nome | Profissão | Nacionalidade | Observações | Ref |
| ---- | ---- | --------- | ------------- | ----------- | --- |

## Prémios
Medalha Bigsby
- William Johnson Sollas[13]

Medalha Copley
- George Gabriel Stokes[14]